# Narodni park Picos de Europa
Narodni park Picos de Europa (špansko Parque Nacional de Picos de Europa) je narodni park v pogorju Picos de Europa, na severu Španije. Je v mejah treh avtonomnih skupnosti, Asturije, Kantabrije in Kastilije in Leon, ki so zastopani v upravi, ki vodi park. Park je tudi priljubljena destinacija za pohodnike in trekerje.

## Zgodovina
To je bil prvi narodni park Španije. Ko je bil  22. julija 1918 ustanovljen s pomočjo Pedra Pipala, 1. markiza Villaviciosa de Asturias, je pokril zahodni del današnjega narodnega parka, osredotočen na jezera Covadonga. Parque Nacional de la Montaña de Covadonga, kot je bil nato imenovan, je imel 16.925 km². 30. maja 1995 in nato 3. decembra 2014 je bil park razširjen na trenutno skupno površino 67.127 km².
9. julija 2003 je UNESCO odobril status biosfernega rezervata. Picos de Europa je eden izmed več biosfernih rezervatov v Kantabrijskem gorovju, ki se integrirajo v en super-rezervat, znan kot Gran Cantábrica.

## Geografija
Skupna površina parka je 67.127 km². Najvišja točka parka je v Torre de Cerredo, 2648 m nmv, najnižja točka je na 75 m v reki Deva, to je navpični padec 2573 m.
Geološke značilnosti parka kažejo učinke ledeniške erozije na apnenčast masiv, ki tvori Kantabrijsko gorovje. Ljudi je približno 1300.
Vega de Li liordes, enklava v sektorju León Picos de Europa, ki pripada občini Posada de Valdeón je registrirala -35,8 ° C, rekordno nizko temperaturo 7. januarja 2021.

## Rastlinstvo in živalstvo
Na tem območju je mogoče najti več vrst gozdov; med drevesi prevladujejo bukev in kantabrijsko črničevje.
Obstaja veliko zaščitenih živalskih vrst, kot je kantabrijski divji petelin (Tetrao Urogallus Cantabricus), brkati ser (Gypaetus Barbatus), kantabrijski rjavi medved in iberski volk (Canis Lupus Signatus). Najbolj reprezentativna žival Picos de Europa je kantabrijski gams (Rupicastra Pyrenaica Parva), od katerih je okoli parka veliko skulptur.